# 逢いたくて逢いたくて
「逢いたくて逢いたくて」（あいたくて あいたくて）は、日本の歌手、園まりの19枚目のシングル曲である。
岩谷時子作詞・宮川泰作曲の 園まりの代表曲のひとつ。1966年にリリースされ、空前の大ヒットとなり、同年、6月には園まり自身も歌手役で出演する同名タイトルの日活制作の映画が上映された（後述）。
1968年時点での累計売上は70万枚。
原曲は双子の女性デュオ歌手、ザ・ピーナッツの7枚目のシングル「手編みの靴下」（1962年、当時はヒットしなかった）で、作詞者の岩谷時子が新しい歌詞をつけたリメイク版であるが、その「手編みの靴下」は平野愛子の「港が見える丘」（作詞・作曲：東辰三）がベースとなっている。

## カバーしたミュージシャン
- HIS（アルバム『日本の人』1991年、M4、ヴォーカル坂本冬美）
- 中森明菜（アルバム『歌姫』1994年）
- 石川さゆり（アルバム『二十世紀の名曲たち 第9集』1999年）
- 鈴木祥子（2000年）
- 柳澤順子（2000年）
- 遊佐未森（2001年）
- O's（2007年）
- 一青窈(LIVE DVD　夢街バンスキング〜はいらんせ〜)
- 一青窈（アルバム『歌窈曲』2012年）
- 坂本冬美（アルバム『Love Songs IV ~逢いたくて 逢いたくて~』2013年）

## この曲を題材とした作品

### 歌謡映画
- 本作を原作とする歌謡映画が、1966年6月1日に日活系で公開。カラー。日活スコープ、89分。
- 園が自ら主演、学生・道子の他、自分自身の二役出演となっており、園がのどを痛めたため、道子が園の替え玉になるという話。
- 相手役は渡哲也。助演は園が所属した「スパーク3人娘」の中尾ミエと伊東ゆかり、そして当時売り出し中のザ・ドリフターズ。

#### スタッフ
- 企画 - 横山弥太郎
- 原案 - 久保田圭司
- 脚本 - 白坂依志夫、中野顕彰
- 監督 - 江崎実生
- 撮影 - 横山実
- 音楽 - 宮川泰
- 美術 - 千葉和彦
- 照明 - 熊谷秀夫
- 録音 - 米津次男
- スチル - 式田高一
- 編集 - 鈴木晄

### キャスト
- 白川道子 / 園まり：園まり
- 梶貫太郎：渡哲也
- 田波恵子：松原智恵子
- エリ子：太田雅子
- 竹中：和田浩治
- 谷井：高橋昌也
- 小橋作造：小沢昭一
- ザ・ドリフターズ
  - 加藤：加藤茶
  - 荒井：荒井注
  - デブ：高木ブー
  - 仲本：仲本工事
  - いかりや：いかりや長介
- 司会者：世志凡太
- 宮原：深山ユリ
- ドラムの学生：沢村悠紀夫
- 学生バンドメンバー：アウトローズ
- ボーカルの学生：早瀬雅男、成田賢
- 君江：新井麗子
- 渡辺部長：伊藤寿章(澤村昌之助)
- 山本：木下雅弘
- 島内：杉山元
- 刑事：青木富夫
- ねじり鉢巻きの男：榎木兵衛
- 船内の司会者：八代康二
- 支配人：英原穣二
- 記者：野村隆
- アナウンサー：柳瀬志郎
- 大学経理課員：千代田弘
- 映画俳優：島村謙二(島村謙次)、瀬山孝司
- 記者：久遠利三
- 自動車部の学生：桂小かん
- 社研の学生：糸賀晴雄
- 鑑識課員：岩手征四郎
- ローマ屋：近江大介
- 藤沢健男
- 詩吟愛好会の学生：有村道宏
- 演説を聞く学生：内海錠二、根本義幸
- 西：井田武(いだたけ志)
- 記者：中根実
- 詩吟の女子学生：緒方葉子、和田美登里(和田美登里)、加藤ヒロ美(加藤ヒロ実)
- 本人役：中尾ミエ、伊東ゆかり

#### 映像ソフト
- 2014年4月2日、日活からDVDが発売された。

#### タイアップ

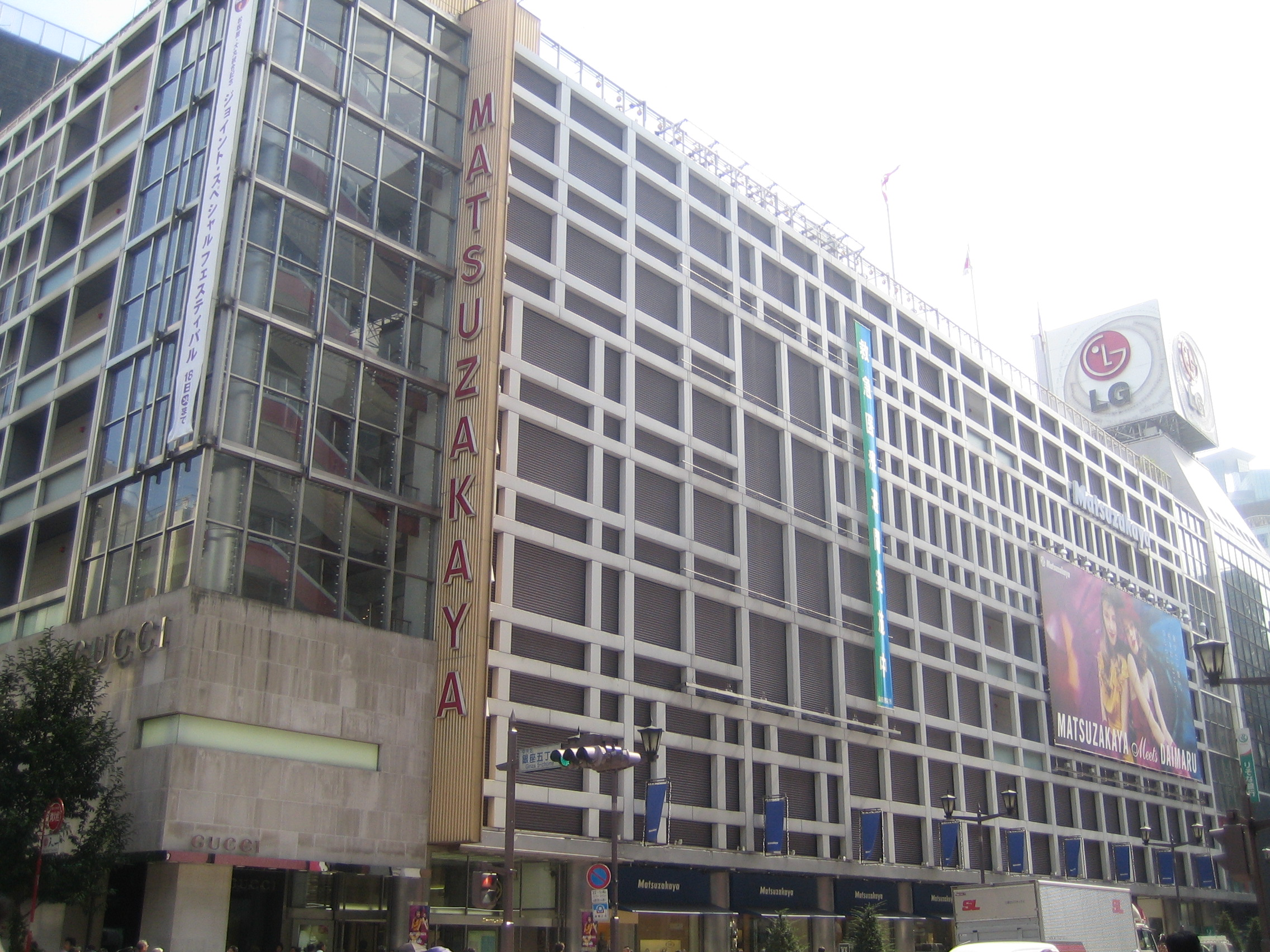
園・中尾ミエ・伊東ゆかりが屋上でチャリティコンサートを行った「銀座松坂屋」

- 本作は、エースコックと松坂屋がタイアップしている。
- まずエースコックは、劇中で道子が、当時エースコックが一社提供していたテレビ番組『そっくりショー』（読売テレビ制作・日本テレビ系列）に出演する場面が存在、この番組には園は元より、劇伴担当の宮川泰が審査員役で出演している（カメオ出演）。なお司会役は当時の小野栄一ではなく世志凡太だった。
- また松坂屋は、スパーク3人娘がチャリティコンサートを行う場所に、銀座松坂屋（2013年閉店）の屋上を使っている。

### オムニバス映画
- オムニバス映画『歌謡曲だよ、人生は』第9話「逢いたくて逢いたくて」（監督：矢口史靖　主演：妻夫木聡）